# USS George H. W. Bush (CVN-77)
Pour les articles homonymes, voir George Bush.
L’USS George H. W. Bush (CVN-77) est un porte-avions polyvalent américain à propulsion nucléaire. Dernier de la classe Nimitz et  deuxième porte-avions de la sous-classe Ronald Reagan, il fait partie des 11 porte-avions géants de l'US Navy.
Ce porte-avions est l'un des rares, avec l'USS Ronald Reagan, à avoir été baptisé en l'honneur d'une personnalité encore en vie au moment de sa mise en service : le président des États-Unis George H. W. Bush, en sa qualité d'aviateur de l'aéronavale dans la marine américaine (lors de la Seconde Guerre mondiale). C'est également le deuxième porte-avions à avoir été nommé en l'honneur d'un aviateur de l'aéronavale (le premier étant l'USS Forrestal).
À l'origine, le Sénat américain voulait nommer le navire Lexington, en référence à la bataille de Lexington, qui marqua le début de la Guerre d'indépendance. Toutefois, il s'agissait d'un avis et non d'une décision officielle, et la Navy a décidé de choisir à la place le nom de George H. W. Bush.

## Construction

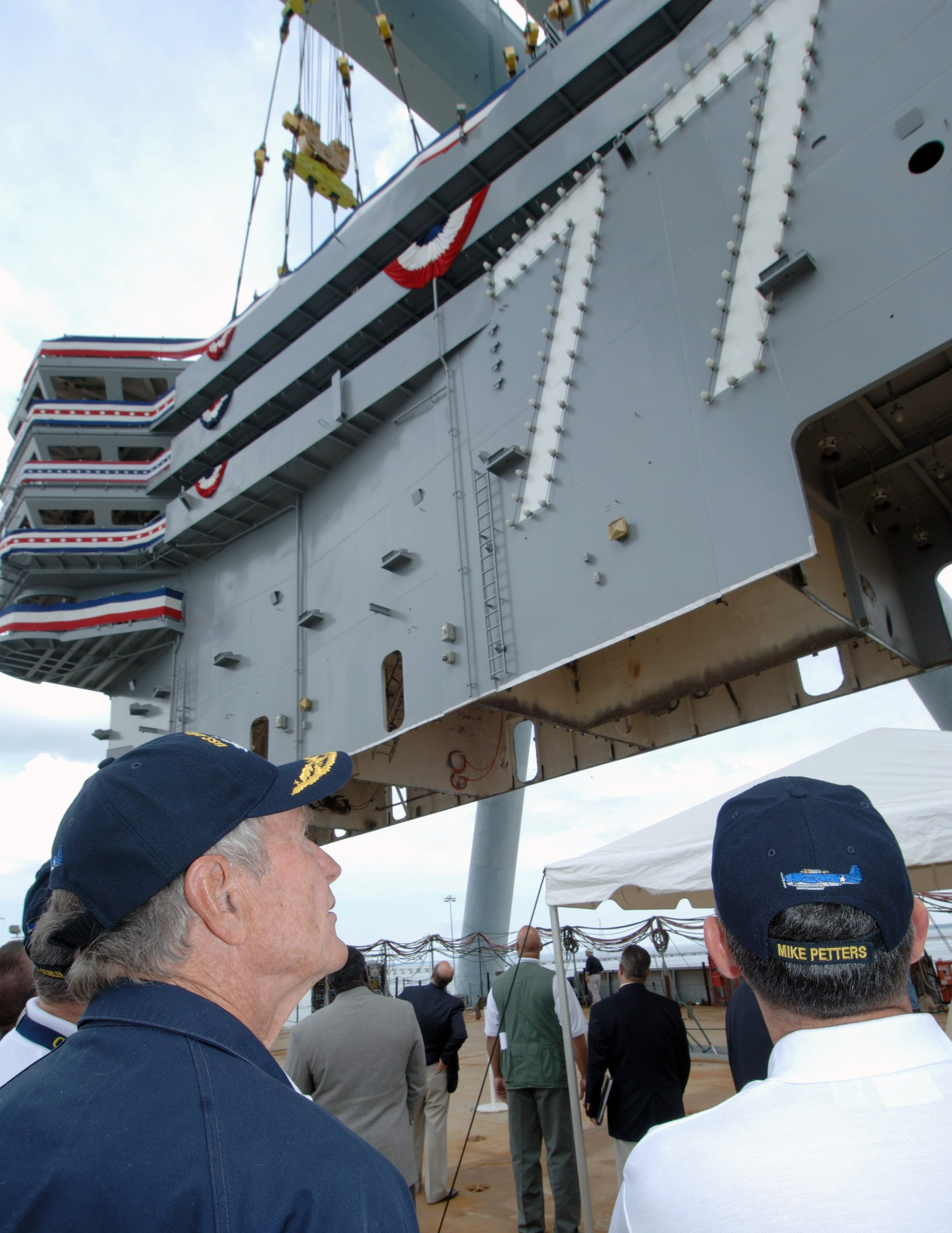
Pose de l'îlot sur le pont du navire (2006).

Le contrat pour la construction du Bush incomba au chantier naval Northrop Grumman de Newport News, signé le 26 janvier 2001. La quille a été posée le 6 septembre 2003 aux quais de Newport News, dans l’État de Virginie. Il a été lancé le 9 octobre 2006 en présence de Dorothy Bush Koch, et quitta le chantier naval pour entamer sa croisière de tests le 23 décembre 2008.
Il fut assigné à son port d'attache (Norfolk) le 10 janvier 2009, avant la fin des tests. Ceux-ci s'achevèrent le 10 avril 2009, et il entra finalement en service actif le 11 mai 2009. Sa construction aura coûté 6,2 milliards de dollars (en dollars de 2009).
Tout comme le Ronald Reagan, le Bush a subi de nombreuses modifications par rapport aux précédents navires de sa classe : nouveau design pour les hélices de propulsions, nouveau revêtement sur la coque (sous la ligne d'eau), modernisation du système de catapultage, modernisation des locaux et de l'équipement du département médical, etc..
En 2013, il est le premier porte-avions américain à recevoir un système de défense actif anti-torpilles comportant des mini-torpilles de 17,145 cm de diamètre capable d’une interception directe de la torpille assaillante,. Mais ce système d'armes a été retiré à la fin des années 2010.
423 toilettes sont à bord du navire et son système d’aspiration des eaux usées comporte environ 400 km de tuyaux.

## Histoire
Depuis sa sortie du chantier, le Bush doit remplir les nombreux tests de qualification. Entre 2007 et 2008, durant les essais du navire, George Prescott Bush, le petit-fils de George H.W. Bush servit comme officier de renseignement à son bord.
Fin 2021, le prototype du drone de ravitaillement en vol Boeing MQ-25 Stingray est testé à son bord.

## Groupe aéronaval duGeorge H. W. Bush
Pour la croisière inaugurale de 2011, le groupe aéronaval du George H. W. Bush est constitué des unités suivantes
- USS Gettysburg (CG-64)
- USS Anzio (CG-68)
- USS Mitscher (DDG-57)
- USS Truxtun (DDG-103)
- Carrier Air Wing Eight (CVW-8)

### Escadrons du CVW-8 (2011-2022)

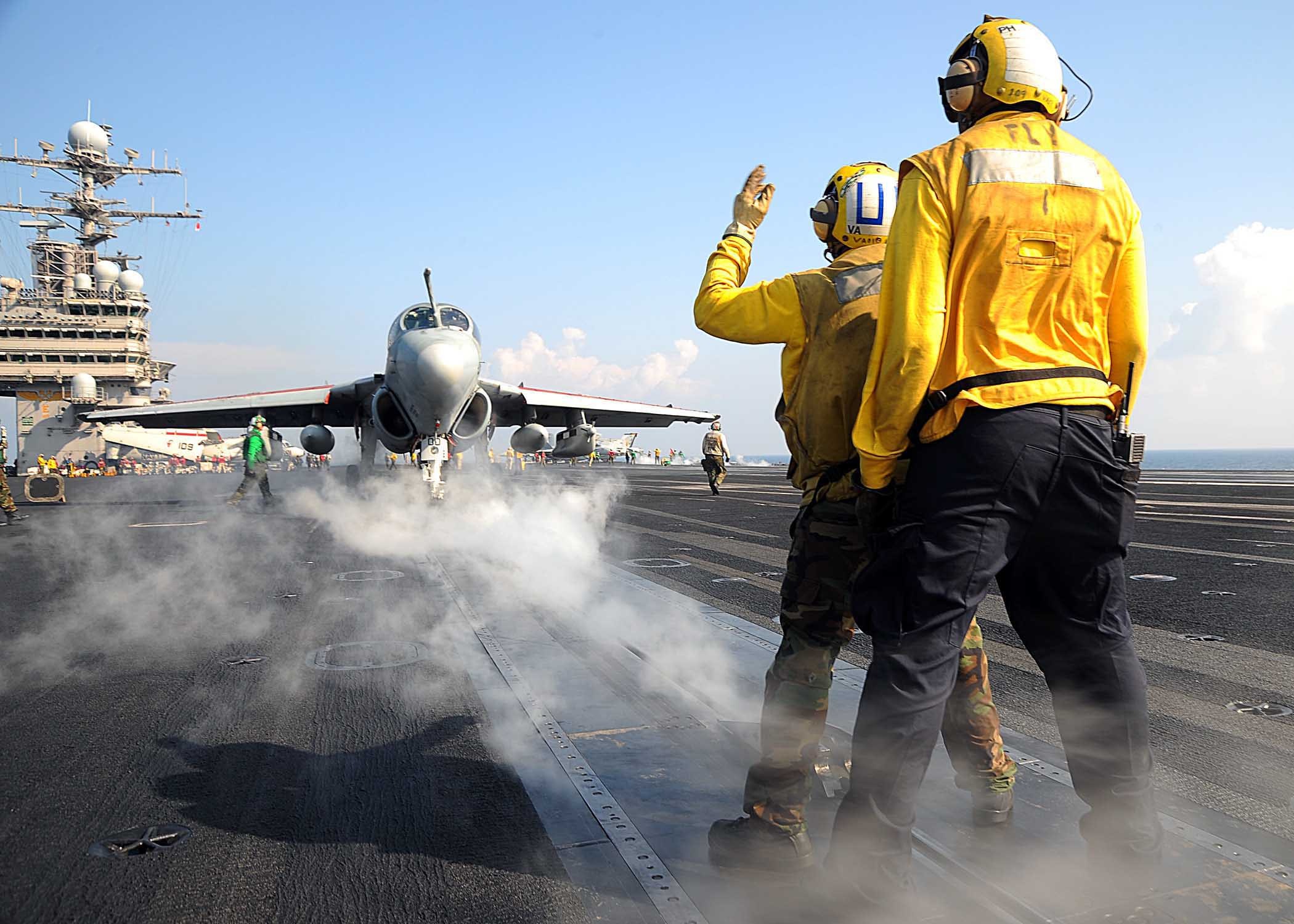
Un EA-6B Prowler du VAQ-141 “Shadowhawks” (2008), se préparant au catapultage. Le dernier déploiement embarqué de cet appareil a lieu sur le CVN-77 avec le VAQ-134).

Le parc aérien du Bush est constitué en 2012 d'environ 60 aéronefs :
- Quatre escadrons d'attaque et d'assaut :
  - Strike Fighter Squadron 15 (VFA-15) “Valions” sur F/A-18C Hornet
  - Strike Fighter Squadron 31 (VFA-31) “Tomcatters” sur F/A-18E Super Hornet
  - Strike Fighter Squadron 87 (VFA-87) “Golden Warriors” sur F/A-18A Hornet
  - Strike Fighter Squadron 213 (VFA-213) “Blacklions” sur F/A-18E Super Hornet
- Un escadron de EA-6B Prowler Electronic Attack Squadron 141 (VAQ-141) “Shadowhawks” (contre-mesure électronique)
- Un escadron de E-2 Hawkeye Carrier Airborne Early Warning Squadron 124 (VAW-124) “Bear Aces” (AWACS)
- Un escadron de MH-60S Seahawk Helicopter Sea Combat Squadron 9 (HSC-9) “Tridents” (hélicoptères ASM)
- Un escadron de MH-60R Seahawk Helicopter Maritime Strike Squadron 70 (HSM-70) “Spartans”

### Escadrons du CVW-7 (2022-)
Le parc aérien du Bush est constitué en 2022  d'environ 60 aéronefs :
- Quatre escadrons d'attaque et d'assaut :
  - Strike Fighter Squadron 86 (VFA-86) “Sidewinders” sur F/A-18E Super Hornet
  - Strike Fighter Squadron 103 (VFA-103) “Jolly Rogers” sur F/A-18F Super Hornet
  - Strike Fighter Squadron 136 (VFA-136) “Nighthawks” sur F/A-18E Super Hornet
  - Strike Fighter Squadron 143 (VFA-143) “Pukin' Dogs” sur F/A-18E Super Hornet
- Un escadron de EA-18G Growler Electronic Attack Squadron 140 (VAQ-140) “Patriots” (contre-mesure électronique)
- Un escadron de E-2D Hawkeye Carrier Airborne Early Warning Squadron 121 (VAW-121) “Bluetails” (AWACS)
- Un escadron de MH-60S Seahawk Helicopter Sea Combat Squadron 5 (HSC-5) “Nightdippers” (hélicoptères ASM)
- Un escadron de MH-60R Seahawk Helicopter Maritime Strike Squadron 46 (HSM-46) “GrandMasters”
- un détachement de C-2A Greyhound FleetLogistics Support Squadron 40 (VRC-40) “Rawhides”

## Insigne
L'insigne représente le navire en perspective isométrique, avec à son bord les profils d'un chasseur F/A-18 Hornet, d'un hélicoptère Seahawk et d'un avion de détection E-2 Hawkeye. Au centre de l'insigne est représentée une superposition de trois profils d'avions de 3 époques différentes, représentant le passé, le présent et le futur de la marine américaine : un TBF Avenger (avion que pilotait George H. W. Bush pendant la guerre du Pacifique) datant de 1942, un F/A-18 Hornet datant des années 1980 et un Lockheed Martin F-35 Lightning II (prévu pour entrer en service en 2011).
Le symbole de l'ancre et du bouclier enroulés par une corde provient de l'insigne remis aux aviateurs américains, lors de leur sortie de l'école d'aviation. George Bush était le plus jeune aviateur à s'être qualifié dans une école d'aviation, à l'âge de 18 ans seulement. George Bush étant le 41e Président des États-Unis, 41 étoiles ont été placées dans la bordure de l'insigne.
La devise du navire, Freedom at Work (La liberté est à l'œuvre), provient d'une adaptation du discours d'investiture du Président George H. W. Bush.

## Images

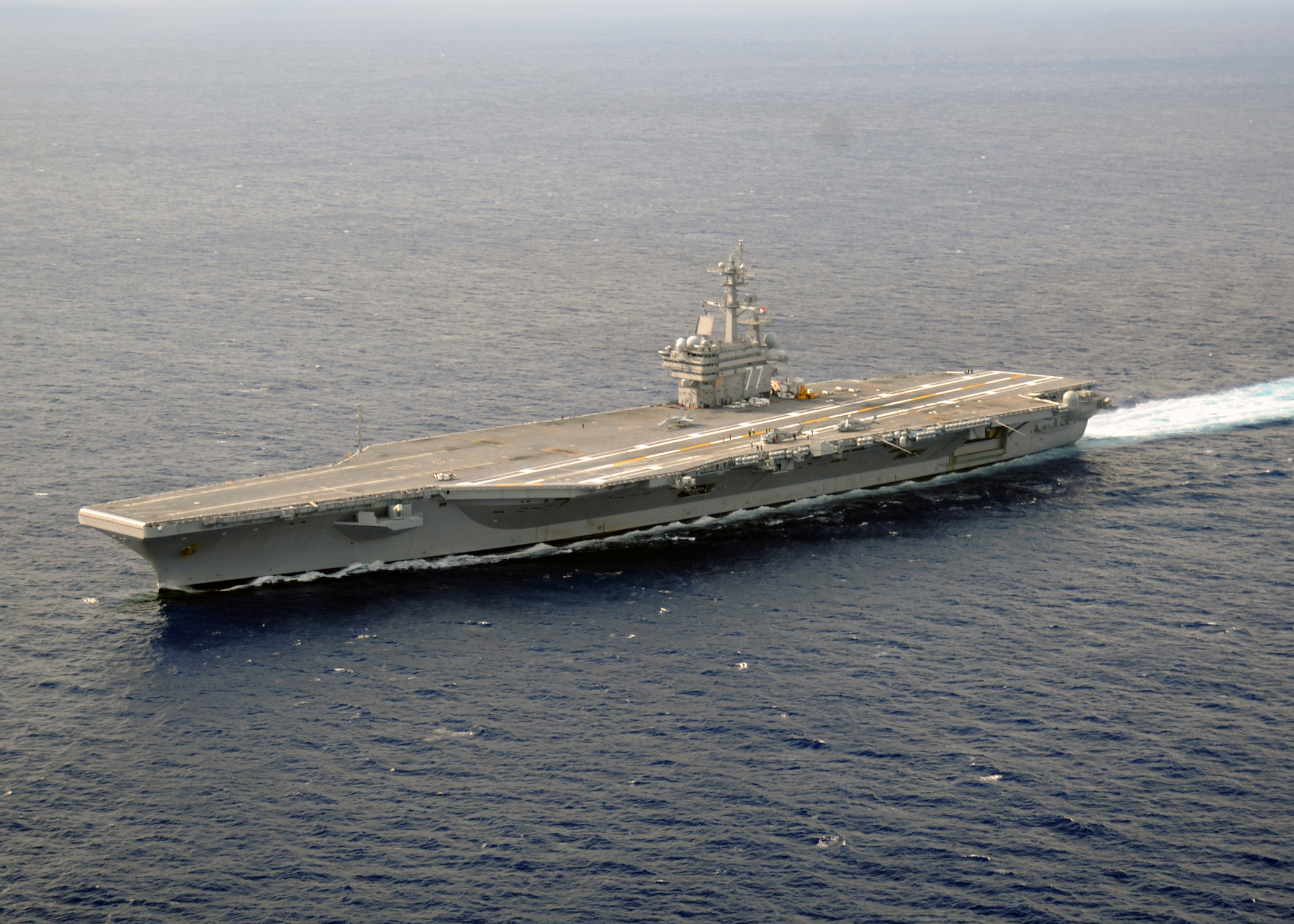
L'USS George H. W. Bush dans l'océan Atlantique.
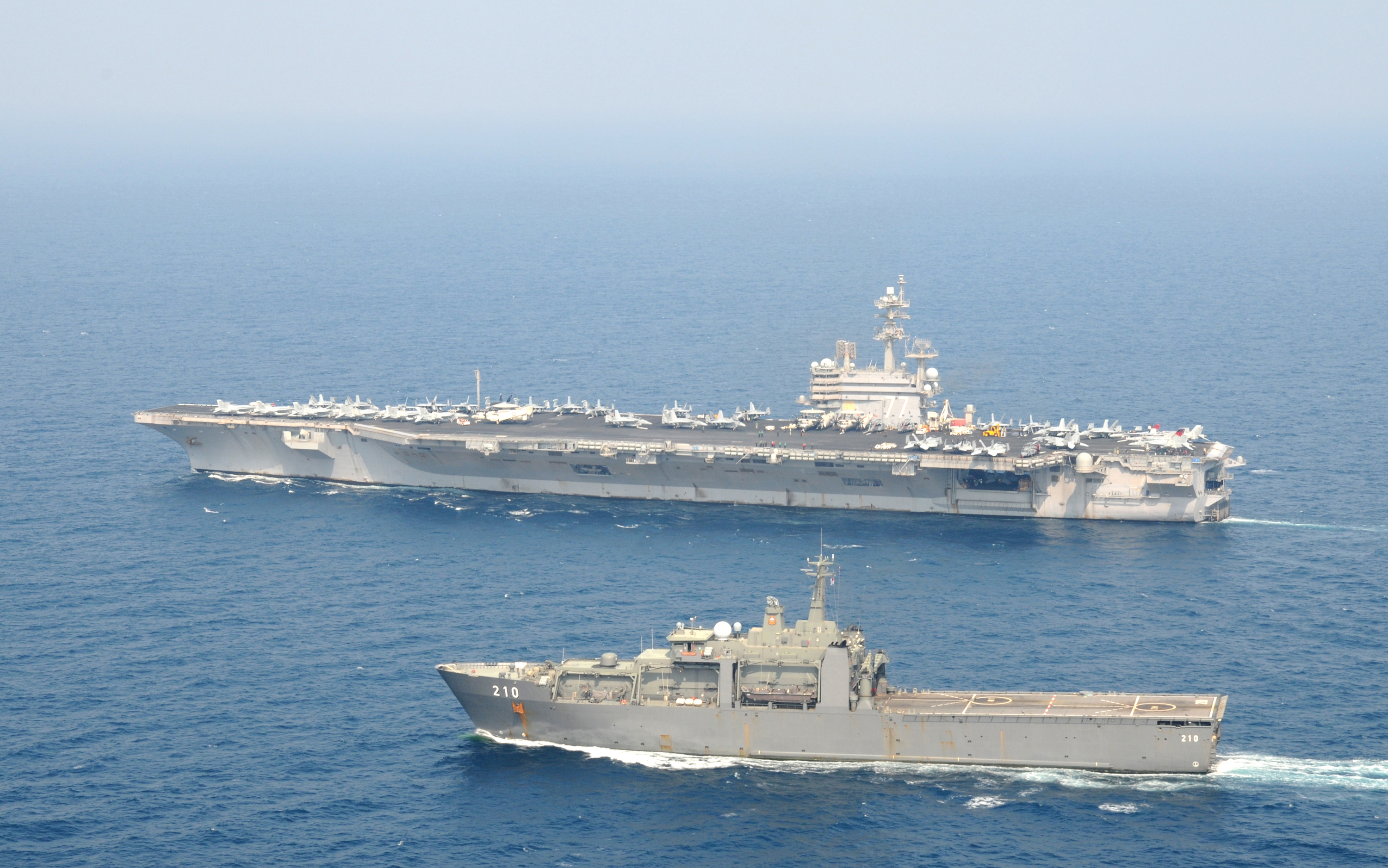
L'USS George H.W. Bush (CVN 77) et le tanker RSS Endeavour de la marine singapourienne.
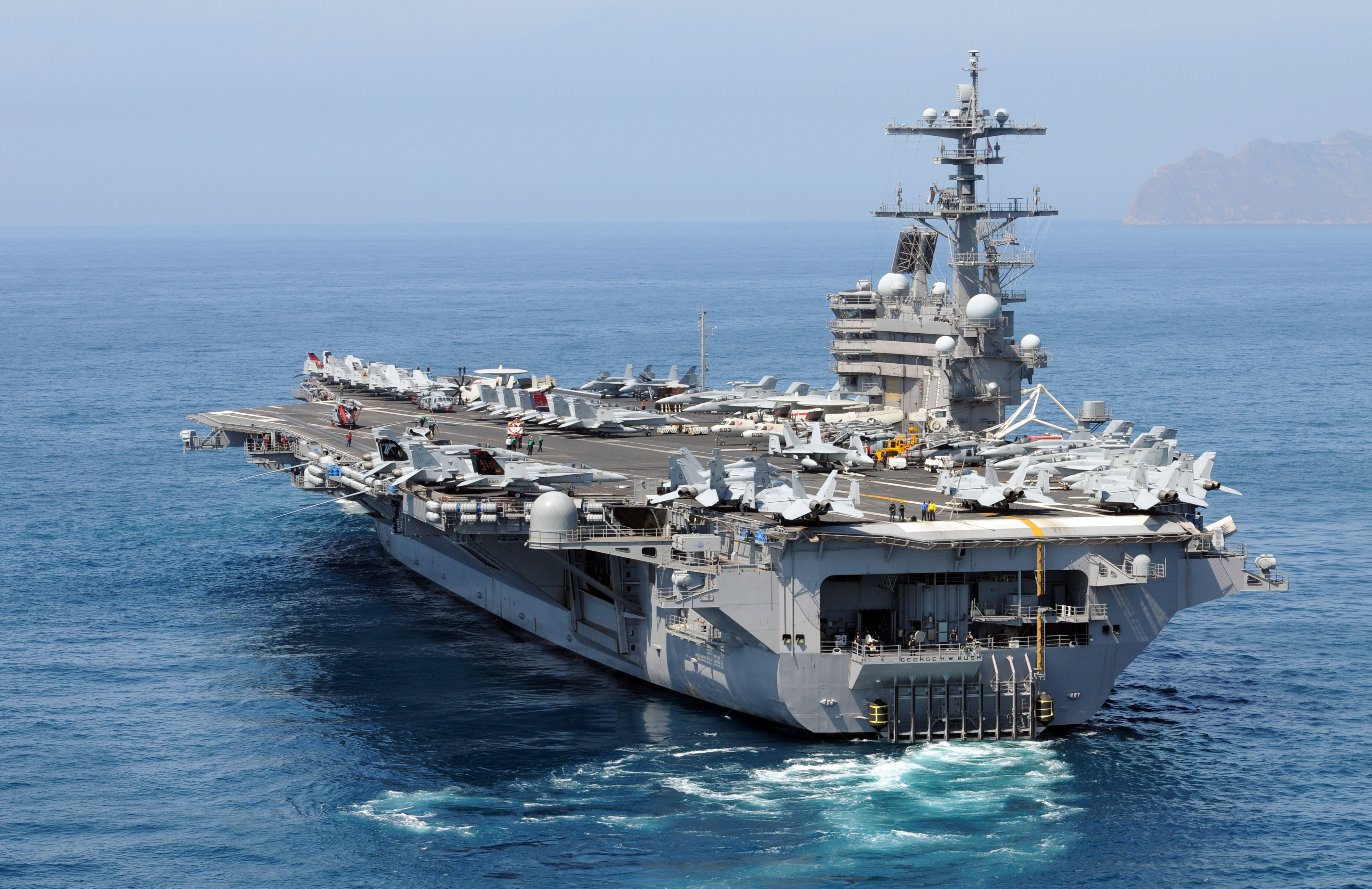
L'USS George H. W. Bush au départ de Carthagène en Espagne.
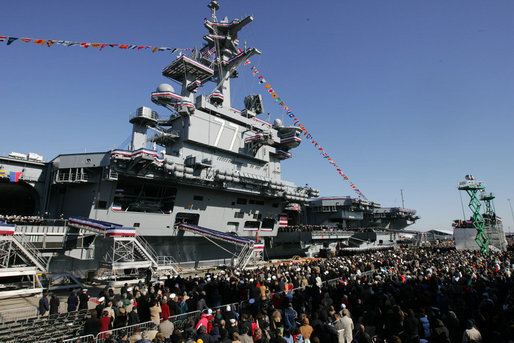
Lancement de l'USS George H. W. Bush le 10 janvier 2009 en présence de la famille Bush
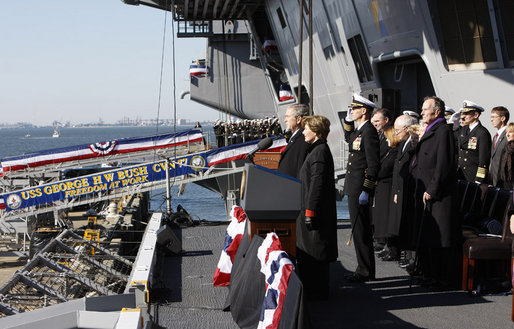
Le président George W. Bush, son épouse Laura Bush durant l'exécution de l'hymne national américain lors de la cérémonie de l'armement de l'USS George H. W. Bush (CVN 77) baptisé en l'honneur de son père, situé derrière lui au côté notamment du vice-président Dick Cheney
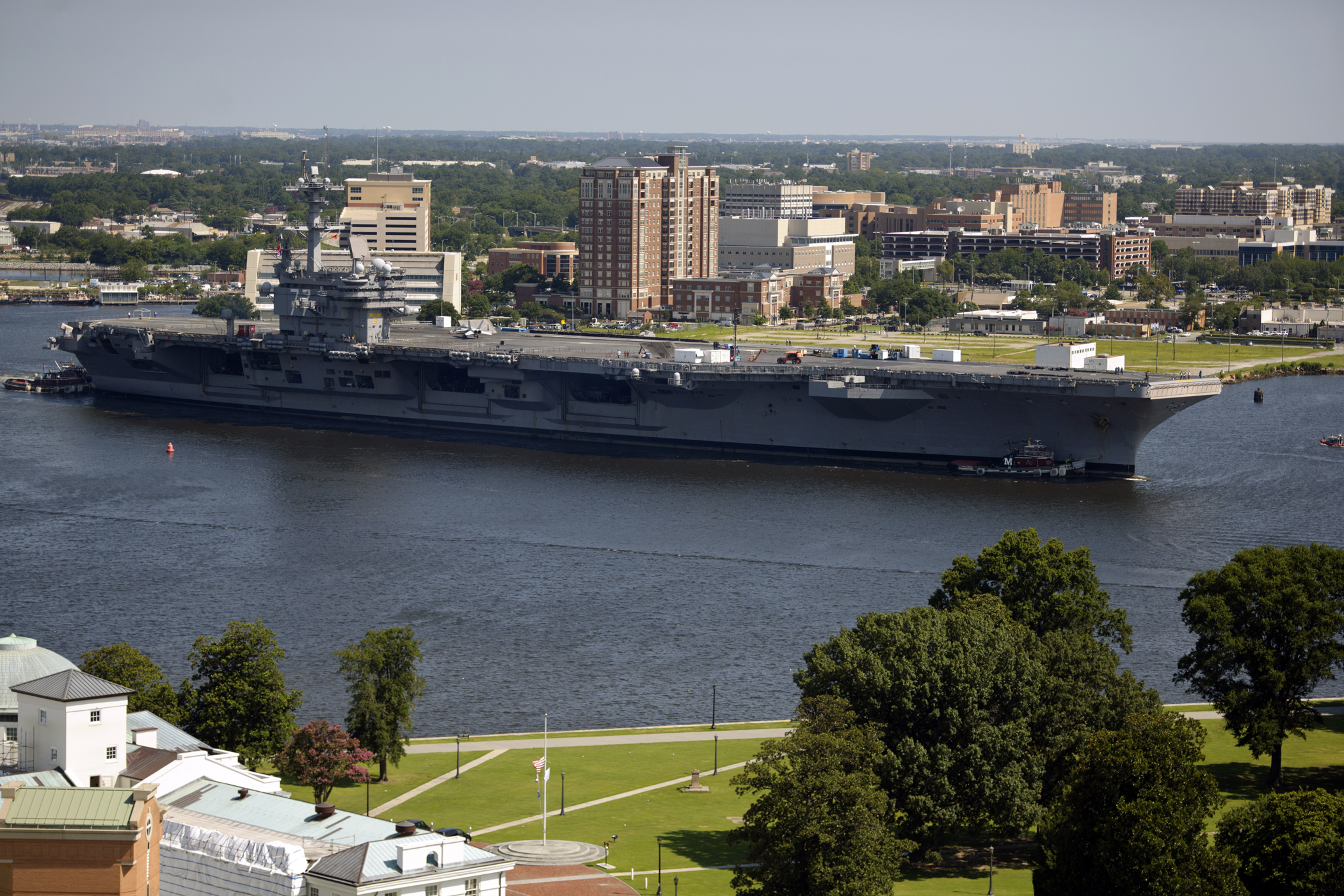
L'USS George H. W. Bush sur la rivière Elizabeth près de Norfolk.
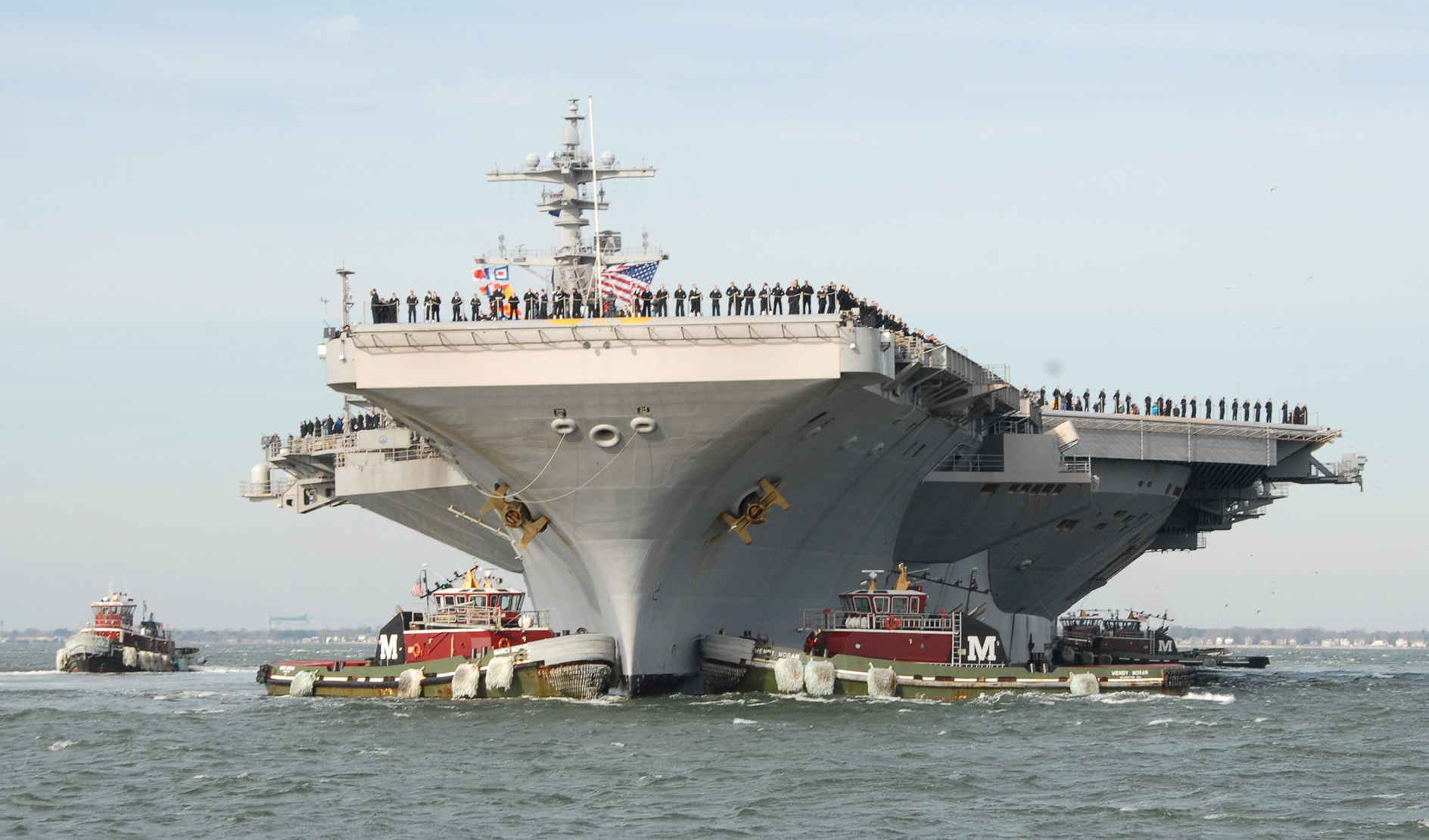
L'USS George H. W. Bush de retour à Norfolk en 2011.

#### Articles
- (en) - page officielle de l'US Navy sur l'USS George H. W. Bush
- (en) www.nn.northropgrumman.com/bush - site officiel du constructeur, proposant des vidéos sur les étapes de l'assemblage du navire
- www.meretmarine.com/article.cfm?id=1419 - article Mer et marine
- (en) www.navysite.de/cvn/cvn77.html - article NavySite.de
- (en) www.uscarriers.net/cvn77history.htm - article U.S. Carriers.net
- (en) 1, 2 - articles GlobalSecurity.org

#### Galeries
- (en) www.maritimequest.com - galerie MaritimeQuest
- (en) www.navsource.org - galerie NavSource Naval History